# Lobelia jaliscensis
Lobelia jaliscensis är en klockväxtart som beskrevs av Mcvaugh. Lobelia jaliscensis ingår i släktet lobelior, och familjen klockväxter. Inga underarter finns listade i Catalogue of Life.